# Torreadrada
Torreadrada ist ein Ort und eine nordspanische Gemeinde (municipio) mit 50 Einwohnern (Stand: 2024) in der Provinz Segovia in der Autonomen Gemeinschaft Kastilien-León.

## Lage und Klima
Die Gemeinde Torreadrada liegt etwa 53 km (Fahrtstrecke) nordöstlich von Segovia in einer mittleren Höhe von ca. 940 m. Das Klima ist im Winter rau, im Sommer dagegen gemäßigt bis warm; Regen (ca. 530 mm/Jahr) fällt übers Jahr verteilt.

## Bevölkerungsentwicklung
| Jahr      | 1970 | 1981 | 1991 | 2001 | 2011 | 2021 |
| Einwohner | 366  | 166  | 153  | 127  | 98   | 50   |

## Sehenswürdigkeiten
- Kirche Mariä Geburt (Iglesia de la Natividad de Nuestra Señora)